# Istituto di ingegneria del mare
Das Istituto di ingegneria del mare  (INM, englisch “Institute of Marine Engineering”) ist ein italienisches außeruniversitäres Forschungsinstitut des Nationalen Forschungsrates CNR. Es ist aktiv im Bereich der Ingenieurwissenschaften mit Schiffbau- und Meeresbezug. Das INM entstand im Jahr 2018 durch die Zusammenlegung von drei älteren CNR-Instituten. Der Hauptsitz des INM befindet sich bei Rom, Außenstellen bestehen bei Rom, in Genua und Palermo.

## Aufgaben
Ursprünglich im Wesentlichen als staatliche Schiffbau-Versuchsanstalt gegründet, erstrecken sich die Forschungsaktivitäten des heutigen INM im Allgemeinen auf die Förderung der Wirtschaft durch die Entwicklung von Systemen zur nachhaltigen Nutzung des Meeres. Der Schwerpunkt liegt hierbei weiterhin beim Schiffbau und der damit in Zusammenhang stehenden angewandten Mathematik und Informatik, sowohl hinsichtlich traditioneller und autonomer Wasserfahrzeuge, aber auch in den Bereichen Robotik, Logistik, erneuerbare Energien, Akustik und Sensoren, soweit sie Gewässerbezug haben. Zum Teil fließen die Forschungsergebnisse in die Luftfahrttechnik ein.
Das INM kooperiert mit Hochschulen und Forschungseinrichtungen im In- und Ausland und unterstützt auf Anfrage deren Studenten und Wissenschaftler, beispielsweise bei der Erstellung von Doktorarbeiten.
Das INM ist Mitglied der International Towing Tank Conference (ITTC).

## Organisation
Der Hauptsitz des INM befindet sich an der Via di Vallerano im Süden von Rom. Dort unterhält das INM Versuchsbecken (Schlepptanks) und Kavitationstunnels sowie weitere Forschungs-, Unterstützungs- und Verwaltungseinrichtungen. Ein Versuchsbecken ist 470 Meter lang, 13 Meter breit und 6,5 Meter tief. Der dazugehörige Schleppwagen mit seinen Messvorrichtungen erlaubt es, Schiffsmodelle mit einer Geschwindigkeit von bis zu 15 Metern pro Sekunde zu schleppen. Ein kleinerer, 220 Meter langer Schlepptank ist mit einer Wellenmaschine ausgestattet. Manövrierversuche werden meist auf dem nahen Nemisee durchgeführt.
Beim INM befindet sich das Zentrum für hydrodynamische Versuche der italienischen Marine, das hauptsächlich einen von der Firma Kempf & Remmers aus Hamburg gebauten Kavitationstunnel zur Untersuchung von Propellern nutzt. Eine INM-Außenstelle bei der Universität Tor Vergata bei Rom befasst sich mit Akustik, eine weitere in Genua mit Robotik und die in Palermo vorwiegend mit Elektroantrieben und Energie.

## Geschichte
Nach britischem Vorbild eröffnete die italienische Marine im Jahr 1889 im Marinearsenal La Spezia ein 146 Meter langes Versuchsbecken des Gosport-Typs, das auch dem zivilen Schiffbau diente. Darüber hinaus gründete die Regierung 1927 in Rom eine zivile Schiffbau-Versuchsanstalt, für die bei der Basilika Sankt Paul vor den Mauern ein größeres Versuchsbecken gebaut wurde. Ein weiteres, 437 m langes Versuchsbecken für hydrodynamische Versuche mit Flugbooten und Torpedos entstand für die italienische Luftwaffe auf dem Militärflugplatz Guidonia bei Rom. Die Verwüstung des Marinearsenals von La Spezia im Zweiten Weltkrieg veranlasste die Marine, auf den Neubau eines eigenen Schlepptanks zu verzichten und stattdessen 1962 ein Forschungsinstitut bei der zivilen Anstalt INSEAN (Istituto nazionale per studi ed esperienze di architettura navale) einzurichten, die nach dem Krieg wieder aufgebaut wurde. Als Ersatz für das alte Versuchsbecken bei Sankt Paul vor den Mauern, das 1974 außer Betrieb ging, wurde 1962 mit Unterstützung der Marine ein neuer Hauptsitz in Vallerano mit neuen, großen Versuchs- und Forschungseinrichtungen eröffnet. Das INSEAN blieb bis Juli 2010 selbständig, danach unterstand es dem Nationalen Forschungsrat CNR. Die am 23. Mai 2018 erfolgte offizielle Gründung des INM erfolgte durch die Fusion des INSEAN mit dem 2001 errichteten CNR-Institut für intelligente Automatisierungssysteme (ISSIA) und mit dem 1936 gegründeten Nationalen Institut für Elektroakustik (1949: Nationales Institut für Ultraakustik; 1968: CNR-Institut für Akustik „Orso Mario Corbino“) in Rom. Das ISSIA geht auf das 1981 in Genua gegründete Istituto di automazione navale des CNR und auf ein 1995 in Palermo geschaffenes CNR-Forschungszentrum zurück.

## Sonstiges
Derzeit (2021) unterhalten in Italien die Universitäten von Neapel Federico II (147,5 m) und Genua (60 m) Versuchsbecken und sind daher ebenfalls Mitglieder der International Towing Tank Conference (ITTC). Einen weiteren Schlepptank betrieb die Universität Triest.